# Liste de polynômes
Ceci est une liste de polynômes remarquables
- Polynôme d'Alexander
- Polynômes d'Al Salam-Chihara
- Polynôme d'Appell généralisé
- Polynômes d'Askey-Wilson
- Polynôme de Bernoulli
- Polynôme de Bernstein
- Polynômes de Charlier
- Polynômes de Conway
- Polynôme cyclotomique
- Polynôme d'Euler
- Polynôme de Gegenbauer
- Polynômes de Konhauser
- Polynômes de q-Konhauser
- Polynômes de Krawtchouk
- Polynômes d'Hermite
- Polynômes de q-Hermite continu
- Polynôme de Hilbert
- Polynôme HOMFLY
- Polynômes de Hahn
- Polynôme de Hurwitz
- Polynôme de Jacobi
- Polynôme de Jones
- Polynôme de Lagrange
- Polynôme de Laguerre
- Polynômes de q-Laguerre
- Polynôme de Legendre
- Polynômes de Meixner
- Polynôme minimal trigonométrique
- Polynôme de Newton
- Polynômes orthogonaux
- Polynômes de Racah
- Polynômes de Rogers-Szegö
- Polynômes de Stieltjes-Wigert
- Polynômes de Tchebychev
- Polynôme de Touchard
- Polynômes de Wilson